# Redbone Coonhound
Redbone Coonhound är en hundras från USA.

## Historia
Den härstammar från röda foxhounds som kom med skotska immigranter under andra halvan av 1700-talet och irländska immigranter före det amerikanska inbördeskriget. Detta är en coonhound med påbrå från foxhound utan annan inkorsning. Mot slutet av 1800-talet anses rasen ha varit konsoliderad. Under vissa perioder koncentrerade sig uppfödarna på exteriöravel, särskild vikt lades vid den rena röda färgen.  En stor del av det avelsarbete som formade rasen skedde i Georgia. Rasen har dock namngivits efter en tidig uppfödare i Tennessee vid namn Peter Redbone.
Den är sällsynt utanför USA. Rasen är inte godkänd av Fédération Cynologique Internationale (FCI), men har registrerats av United Kennel Club sedan 1902. American Kennel Club erkände rasen 2009.

## Egenskaper
Som andra coonhounds är redbone coonhound ursprungligen en jakthund, främst för drevjakt på tvättbjörn och annat trädflyende vilt, även puma. Den är en god simmare och är därför väl anpassad till jakt i våtmarker. Numera förekommer den också som mer eller mindre ren sällskapshund.

## Utseende
Mankhöjden är 53 till 66 centimeter och vikten är 23 till 32 kilogram. Hanhundar är större och tyngre än tikar. Pälsen är kort och har en djupröd färg. Det kan förekomma lite inslag av vitt på tassar och bröst, men enfärgat röda hundar föredras av uppfödarna.